# Duburg (Stadtbezirk)
Duburg (dän. Duborg) ist ein Stadtbezirk der kreisfreien Stadt Flensburg. Der Name des Gebietes geht auf die Festungsanlage der Duburg zurück, die bis zu Beginn des 18. Jahrhunderts die unterhalb im Tal gelegene Hafenstadt schützte. Bis 1875 bildete Duburg eine eigenständige Landgemeinde. Das Gebiet Duburg wird heutzutage, insbesondere von der Flensburger Administration, dem Stadtteil Neustadt zugeordnet und dabei nur als Stadtbezirk ausgewiesen, obwohl es häufig auch als separater Stadtteil eingestuft wird.

## Geschichte

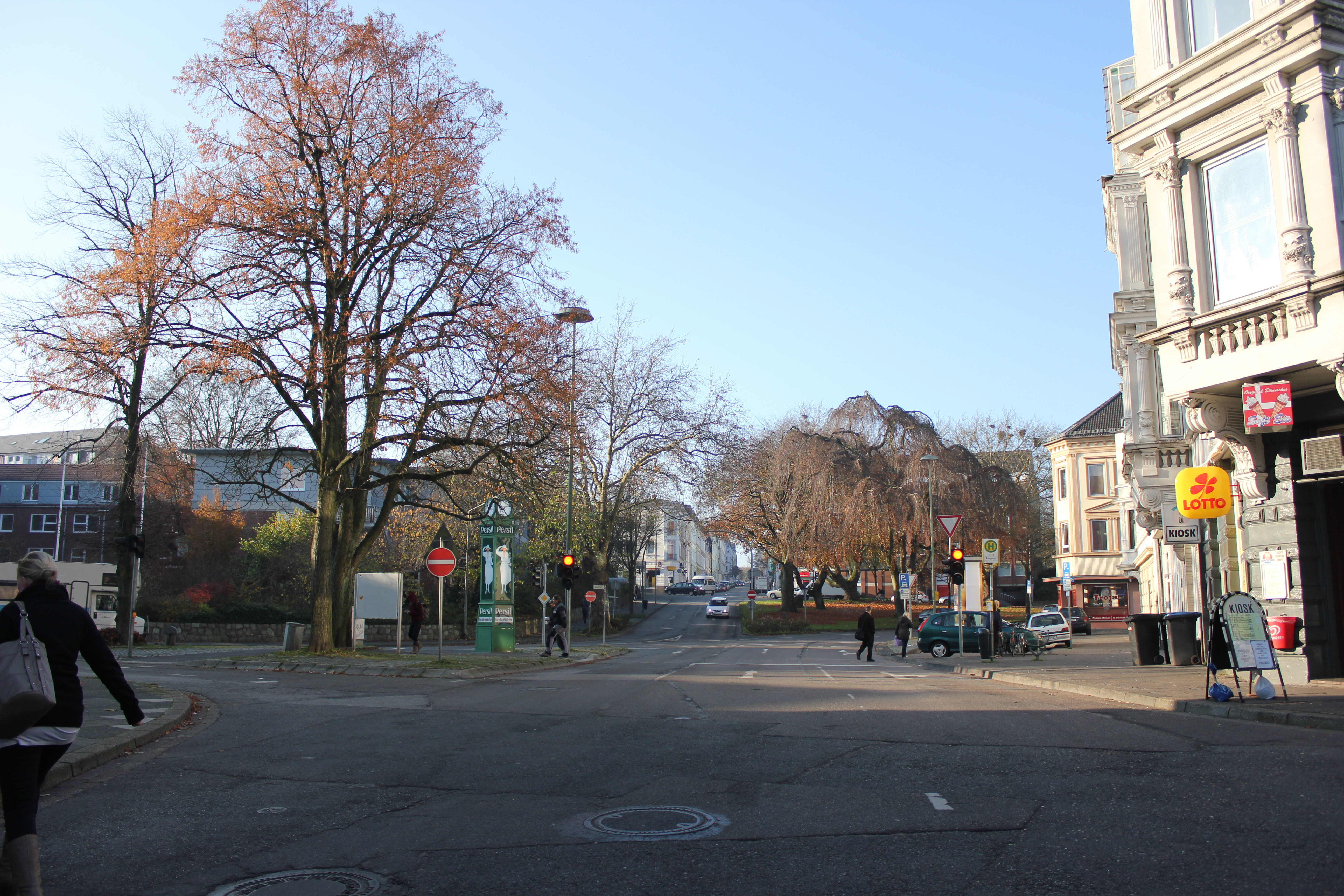
Der Name „Burgplatz“ erinnert an die ehemalige Duburg aus dem 15. Jahrhundert

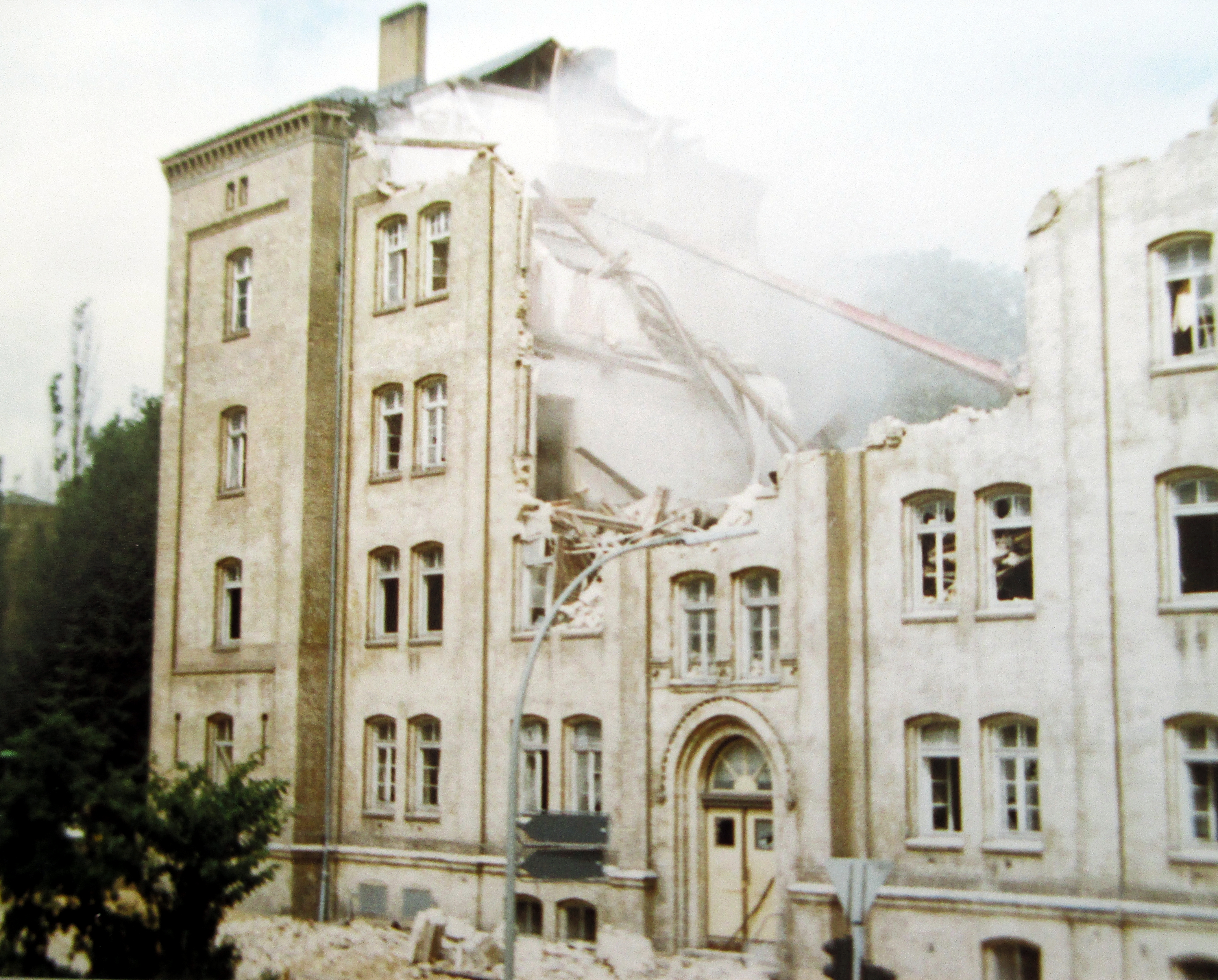
1989/1990 wurde die zentral gelegene Duburg-Kaserne abgerissen. Am Rande des Stadtbezirks blieb nur die Junkerhohlweg-Kaserne erhalten.

Im Mittelalter befand sich an der Stelle der Duburg der Hof eines Edelmanns. Während die Nachbarhöfe aufgekauft wurden und deren Areal spätestens bei der Bewidmung des Handelsplatzes Flensburg mit dem Stadtrecht am 28. Dezember 1284 der Stadt als Stadtfeld zugeschlagen wurde, wurde der Hof auf dem Marienberg dicht über der Stadt zu einer landesherrlichen Burg ausgebaut. Diese wurde Zentrum des Amtes Flensburg, dem die Stadt selbst nicht angehörte, so dass der Duburger Schlossgrund eine administrative Enklave auf dem Stadtfeld bildete.
Nach dem Großen Nordischen Krieg 1700–1721, in welchem die Burg bereits keine militärische Bedeutung mehr gehabt hatte, wurde die Festung aufgegeben und abgebaut. Die Amtsverwaltung zog in einen Neubau am südwestlichen Ende des Schlossbezirks, während nördlich des Schlossgartens eine kleine Siedlung entstand. Hier entstanden einige Wohnhäuser (vor allem von Kapitänen aus der Stadt), aber auch Gewerbebetriebe und zwei Windmühlen. Einziger Zugang zur nahen Stadt war die enge Schlossstraße, die in die Ramsharde führte, den nördlichen Teil der Flensburger Altstadt.
Anfang des 19. Jahrhunderts zählte Duburg bereits etwa 170 Einwohner. Die Amtsverwaltung zog 1801 auf den Fischerhof östlich der Flensburger Altstadt. Obwohl Duburg immer mehr mit der Stadt zusammenwuchs, blieb es administrativ mit dem Amt Flensburg verbunden und gehörte zum Rechts- und Polizeidistrikt der Wiesharde. In kirchlichen Angelegenheiten musste man sich zur e. weit entfernten Kirche in Handewitt halten, obwohl die Flensburger Marienkirche in Sichtweite lag.
Auch nach Einführung der preußischen Verwaltung nach dem Deutsch-Dänischen Krieg von 1864 blieb Duburg eigenständig und etablierte sich als selbständige Landgemeinde. 1875 wurde sie jedoch, beinahe zeitgleich mit den östlichen Flensburger Vorstädten Fischerhof und Hohlwege, nach Flensburg eingemeindet. In den folgenden Jahrzehnten wurde Duburg großstädtisch bebaut. Doch erst 1895 wurden die evangelisch-lutherischen Einwohner der Gemeinde der nahen Marienkirche zugeschlagen.

## Gegenwart

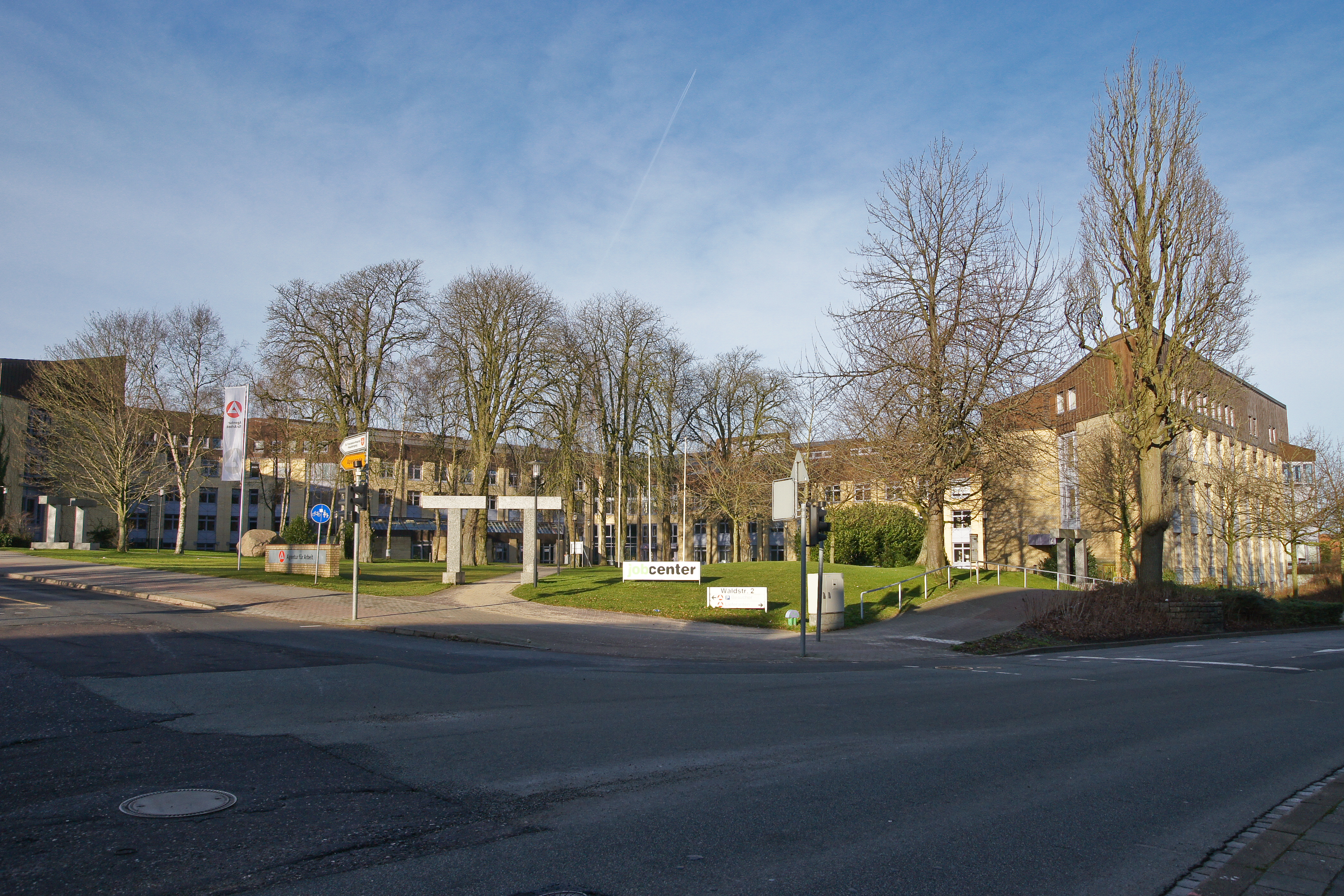
Das Jobcenter der Bundesagentur für Arbeit an der Waldstraße Ecke Duburger Straße (Foto 2012)

Bei Duburg befinden sich heute Schulen und Behörden. Im Stadtbezirk befinden sich die Städtische Handelslehranstalt und das dänische Gymnasium Duborg-Skolen, durch dessen Namen der Stadtteil Duburg heute in Dänemark bekannter ist als in Schleswig-Holstein. Am Rand des Stadtbezirks, aber streng genommen schon im Bereich des Stadtteils Westlichen Höhe, befinden sich das Flensburger Finanzamt und das Jobcenter der Bundesagentur für Arbeit, die am Rande der Westlichen Höhe liegen. Auch das Malteser Krankenhaus Sankt Franziskus-Hospital (Flensburg) sowie die Diakonissenanstalt liegen im Randbereich der Westlichen Höhe, nahe Duburg.
Als Wohngegend bietet Duburg ein sehr gemischtes Ambiente von großen Wohnungen mit Stadtblick bis hin zu typischen Arbeiterwohnungen, darunter den ab 1881 errichteten ersten Häusern des Flensburger Arbeiter-Bauvereins in der Bergstraße. Von den einstmals zahlreichen kleineren Geschäften und Gaststätten abseits der Flensburger Innenstadt sind die meisten in den vergangenen 5 bis 15 Jahren eingegangen.

## Weitere Gebäude
- 1881/82 wurde die Voigtschule auf Duburg errichtet, die erst in den ersten 2000er Jahren als Schulstandort aufgegeben wurde.
- 1885/86 Bau des Plaetner Heims.
- 1903 wurde das Mohr’sche Heim auf Duburg eingerichtet.